# رالف كاربنتر
رالف كاربنتر (بالإنجليزية: Ralph Carpenter)‏ هو مهندس أمريكي، ولد في 6 أكتوبر 1909 في ونسوكت في الولايات المتحدة، وتوفي في 2 فبراير 2009.